# Umberto Manzini
Umberto Manzini (Verona, 11 novembre 1905 – ...) è stato un calciatore italiano, di ruolo portiere.

## Carriera
Debutta in massima serie con il Verona nella stagione 1928-1929, disputando 8 gare.
In seguito gioca con i gialloblù per altri quattro anni, totalizzando 35 presenze in Serie B. Successivamente milita anche nel Trento.